# 红色工会国际镇
红色工会国际镇（羅馬化：Krasnyy Profintern），旧称古济齐诺（Гузицыно），是俄罗斯雅罗斯拉夫尔州的市级镇，为该州涅克拉索夫斯科耶区三座市级镇中规模最小的一座。地处雅罗斯拉夫尔州东部，位于伏尔加河左岸，在区行政中心涅克拉索夫斯科耶及州府雅罗斯拉夫尔东北方，靠近该州与科斯特罗马州的州界。
建于19世纪中叶。2022年人口有933人；2010年人口1,256；2002年人口1,499；1989年人口1,922。